# Artocarpus chaplasha
Artocarpus chaplasha är en mullbärsväxtart som beskrevs av William Roxburgh. Artocarpus chaplasha ingår i släktet Artocarpus och familjen mullbärsväxter. Inga underarter finns listade i Catalogue of Life.